# Clemens Aufderklamm
Clemens Aufderklamm (* 15. Februar 1969 in Innsbruck, Tirol) ist ein österreichischer Drehbuchautor und Schauspieler.

## Leben
Clemens Aufderklamm wuchs im Innsbrucker Stadtteil Olympisches Dorf auf. Nach Besuch des Akademischen Gymnasiums maturierte er an einer Höheren Technischen Lehranstalt (HTL). Von 1989 bis 1993 studierte er Politikwissenschaften an der Universität Innsbruck, parallel von 1989 bis 1991 Schauspiel beim Kellertheater Innsbruck.
1996 stand Aufderklamm im Kurzfilm Flucht von Ernst Gossner erstmals vor der Kamera. Von 1999 bis 2002 studierte er Film an der University of California, Los Angeles in Kalifornien. Danach ging er nach Berlin. Hier verkörperte er 2002 in einer Episode von Hinter Gittern – Der Frauenknast einen LKA-Beamten.
In Deutschland schrieb Aufderklamm Drehbücher für verschiedene Telenovelas, darunter Verliebt in Berlin, Anna und die Liebe, Alles was zählt und Verbotene Liebe. Auch zeichnete er für die in Österreich nur mäßig erfolgreiche Telenovela Mitten im 8en als Drehbuchautor verantwortlich.
Am 14. März 2014 lief sein erster, unter Regie seines Freundes Ernst Gossner entstandener, Spielfilm Der stille Berg in den Kinos an.

## Filmografie (Auswahl)
- 2014: Der stille Berg